# 遺傳性果糖不耐症
遺傳性果糖不耐症是一種遺傳病，其會導致患者缺乏醛縮酵素，由此無法將果糖-1-磷酸轉變成為甘油醛，無法形成果糖1-6二磷酸、葡萄糖和乳酸，並造成果糖-1-磷酸堆積。
此遺傳病的發生率不明，極為罕見，而患者不進食果糖亦不會產生任何問題。
遺傳方面，其遺傳方式為體染色體隱性遺傳。若父因皆帶有缺陷基因，則下一代不分性別皆有4分之1機率遺傳。